# مبرهنة منع النسخ
مبرهنة منع النسخ في الفيزياء على أنه يستحيل إنشاء نسخة مستقلة ومطابقة من حالة كمية عشوائية غير معروفة، وهي نظرية يستفاد منها في الحوسبة الكمية وغيرها.